# Mahaplag
Mahaplag is een gemeente in de Filipijnse provincie Leyte op het eiland Leyte. Bij de laatste census in 2007 had de gemeente ruim 27 duizend inwoners.

## Geografie

### Bestuurlijke indeling
Mahaplag is onderverdeeld in de volgende 28 barangays:
| - Campin - Cuatro De Agosto - Hiluctogan - Hilusig - Himamara - Hinaguimitan - Liberacion - Mabuhay - Mabunga - Magsuganao - Mahayag - Mahayahay - Maligaya - Malinao | - Malipoon - Palañogan - Paril - Pinamonoan - Poblacion - Polahongon - San Isidro - San Juan - Santa Cruz - Santo Niño - Tagaytay - Uguis - Union - Upper Mahaplag |

## Demografie
Mahaplag had bij de census van 2007 een inwoneraantal van 27.097 mensen. Dit zijn 586 mensen (2,2%) meer dan bij de vorige census van 2000. De gemiddelde jaarlijkse groei komt daarmee uit op 0,30%, hetgeen lager is dan het landelijk jaarlijks gemiddelde over deze periode (2,04%). Vergeleken met de census van 1995 is het aantal mensen met 3.088 (12,9%) toegenomen.

De bevolkingsdichtheid van Mahaplag was ten tijde van de laatste census, met 27.097 inwoners op 104,79 km², 258,6 mensen per km².